# Moris (cantante)
Mauricio Birabent (Buenos Aires; 19 de noviembre de 1942), conocido como Moris, es un cantante, músico y compositor argentino. Junto con Litto Nebbia, Javier Martínez, Miguel Abuelo, Pajarito Zaguri y Tanguito (todos frecuentadores del bar La Cueva, uno de los epicentros de los cuales surgió el rock argentino), es considerado uno de los pioneros más destacados del rock en español.
Moris, más que una figura del rock argentino, es una figura del rock en español en toda su amplitud global, generando puentes culturales entre el Rock de Argentina y el de España merced a sus trabajos en ambos países. Su legado es tan influyente que, al día de hoy, es quizás la única figura de culto común a las escenas de ambos países. En 1966 fue uno de los pilares del rock en Argentina y, diez años más tarde, en 1976, influencia fundamental para la consolidación del rock en español en la propia España. Ante esto, la Fundación Konex le otorgó la Mención Especial a la Trayectoria en 2015 por su invaluable aporte a la música popular.

## Biografía

### Los Beatniks y comienzos artísticos
Moris comenzó su carrera al fundar la agrupación Los Beatniks, con los que grabó en 1966 el primer sencillo de su carrera, Rebelde/No finjas más. Para promocionarlo, organizaron un escándalo para lograr llamar a una revista llamada "Así" (una de las más sensacionalistas y populares de la época) y tocaron semidesnudos en una fuente. Las fotografías salieron en tapa y la edición fue censurada por el gobierno de Onganía. Pasaron tres días en prisión, pero lograron una amplísima cobertura de casi todos los medios. Poco tiempo después de que el disco salió a la venta, el grupo ya estaba casi disuelto. Las pobres ventas y algunas actitudes poco habituales para los músicos de la época que no gustaron en la compañía discográfica terminaron por disolver el contrato. En 1967 compuso Ayer nomás, canción que fue popularizada por Los Gatos.

### Carrera como solista

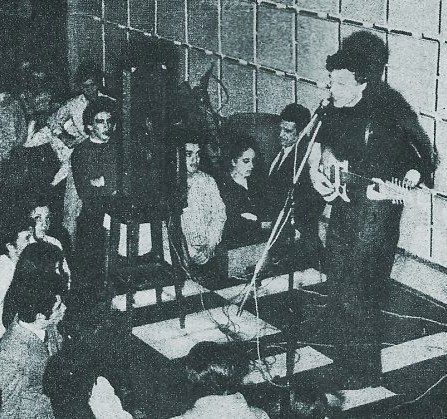
Moris en tiempos de Treinta Minutos de Vida.

Ese mismo año, mientras asistía en los estudios TNT a las sesiones de grabación de Los Gatos, Moris aprovechó un intervalo de la grabación para registrar algunos de sus temas. Las cintas con esos registros sirvieron posteriormente como base de su primer disco, publicado dos años después, en el que participaron Javier Martínez, Pappo y Claudio Gabis.
En 1970 fue la fecha en la que editó su primer disco Treinta Minutos de Vida con canciones compuestas entre los años 1967 y 1970. En este álbum se destaca su canción más famosa:  El Oso. 
A fines de julio de 1974 apareció el segundo álbum de Moris: Ciudad de guitarras callejeras fue registrado con una consola de ocho canales, en el estudio de RCA. En las sesiones de grabación participaron el pianista Juan Ciro Fogliatta, los bajistas Daniel Russo y Ricardo Jelicie, los bateristas Ricardo Santillán y Roberto “Corre” López y los cantantes Víctor Gómez y Rubén Parra, que aportaron arreglos vocales. También colaboraron Litto Nebbia, Alfredo Toth y Rodolfo Alchourrón, quien dirigió a un cuarteto de cuerdas. El productor designado por la compañía fue Lalo Fransen. El ex Club del Clan se encargó de resolver cuestiones logísticas y hasta sumó algunos toques de percusión. La tapa del disco presentaba una fusión de dos instantáneas tomadas por el fotógrafo Eduardo Pere. Una de ellas mostraba, en primer plano, el rostro del intérprete. La otra enmarcaba su figura solitaria en una de las calles del Dock Sud.
El lado 1 abría con “Mi querido amigo Pipo”. El rasgueo de una guitarra acústica de doce cuerdas –sobre efectos hechos con un pedal wah wah– enmarcaban la irrupción del cantor. Moris, con tono grave y varonil, homenajeaba al coautor de “Ayer nomás”. Una viñeta urbana donde volvía a un pasado feliz con vitrolas sonando por doquier y “cines de treinta guitas”. Puro espíritu tanguero. “En mi casa natal se escuchaban los discos de Carlos Di Sarli y Mariano Mores”, recuerda ahora Moris. “El tema, a nivel instrumental, no tiene relación con el 2x4, pero posee su impronta nostálgica”, analiza. La atmósfera melancólica era reforzada con un sutil arreglo de cuerdas. “Le silbé a Alchourrón la melodía y él, con maestría, la transcribió a una partitura”, rememora Moris.
En la lista seguía “Rock de Campana” donde, con despojada sensualidad, el poeta planteaba el abandono de la gran urbe para entregarse a lo inesperado. “La canción  nació de mis recorridas por esa ciudad”, comenta. Su ritmo machacante estaba impulsado por las intervenciones de Fogliatta y los aportes de Fransen en tumbadora. Una introducción frenética –con la sólida base de Russo y Santillán– marcaba el comienzo de “Muchacho del taller y la oficina”, un tour de force de nueve minutos. “En realidad eran dos piezas separadas que por sugerencia de mi mujer terminé uniendo”, revela Moris. 
En la primera parte, Birabent contraponía la vida opulenta de las celebridades con las duras jornadas de los trabajadores fabriles. Luego, el vértigo cesaba y anunciaba: “Estoy viendo campos de concentración forzada. Muchachos de veinte años sirviendo a la casta armada”. La frase –brutal premonición de los tiempos por venir- sería extirpada en la reedición del álbum en el año 1981. “Cuando andaba por El Palomar, pasaba por las inmediaciones de cuarteles plagados de conscriptos. De contemplar dichas escenas surgió esa apreciación”, explica. Después, se producía un in crescendo sonoro donde repetía casi como un mantra: “Estoy pensando en salvarme, para volver a enterrarme”. Su desenlace daba paso a la segunda obra. En ella,retrataba los arrabales de Hurlingham y José León Suárez. Prostíbulos, volcadores, camiones y ferrocarriles formaban parte de esa pintura costumbrista. “Frecuentaba aquellos suburbios porque trabajaba en una empresa de productos químicos”, cuenta Moris. “Con la mano izquierda, conducía mi coche y con la derecha anotaba en una libreta todo lo que veía”.
El lado 2 se iniciaba con “El mendigo del Dock Sud”. La entrada secuencial de una guitarra acústica, el bombo de la batería y el piano planteaba el escenario sonoro. Luego, el trovador se asumía como el protagonista de la historia. Un indigente, con pasado de obrero en la industria petroquímica, que vivía debajo de un puente. A pesar de su situación –y como en “La canción del linyera”, popularizada por Antonio Tormo– el desclasado se sentía dichoso. “Ese hombre liberado de todo condicionamiento social, a su manera, era feliz”, reflexiona el autor. La obra rescataba la belleza de una barriada industrial atravesada por el Riachuelo. “Es una reivindicación a ese río contaminado”, define Moris. 
Continuaba “Tengo 40 millones”, un instante tan breve como efectivo donde el compositor dejaba en claro su amor por Elvis Presley. Otro retrato porteño cuya acción se desarrollaba en la puerta de un cabaret del microcentro: “Allí no utilicé metáforas”. “A veces estoy cansado” comenzaba como un blues y luego viraba al rock. Moris doblaba su voz para lograr, en ciertos fragmentos, un efecto de eco. “Esa letra la escribí cuando, con los amigos de La Cueva, deambulábamos por bares y plazas casi sin dormir”, devela. “Cabalgando por el campo” era una oda rural. Una entrega mid tempo, con arreglos vocales de Gómez y Parra, donde el poeta se dejaba cautivar por la naturaleza. “Tuve un período campestre en el que disfrutaba de extensas cabalgatas. Esa pieza reflejó esas vivencias”. 
El espíritu de Chuck Berry sobrevolaba en “Te tocarán el timbre”, vibrante momento con un Fogliatta descomunal. El largo brazo de la represión, planteaba el creador, podía llegar hasta la habitación de un hotel alojamiento: “Era un reclamo ante la persecución policial de aquella época”. La ciudad era descripta como una Torre de Babel “hecha de ruido y velocidad”. Sus habitantes estaban atrapados en una “guerra del dinero”. “Medio siglo después nada ha cambiado”, se lamenta. El cierre llegaba con “De aquí, adonde iré”, una joya existencialista. “Reflexioné sobre la vida, el paso del tiempo y la muerte. Inquietudes típicas de los seres humanos”, expresa. Su singular belleza era realzada por un preciso arreglo de cuerdas aportado por Alchourrón.
El álbum fue presentado los días 13 y 14 de septiembre de 1974, en el Teatro Astral. Moris estuvo secundado por Fogliatta en órgano y piano, Luis Alberto “Beto” Satragni, en bajo, y Ricardo Brog en batería. También participaron, con una puesta coreográfica, los actores Hilda Campomar y Carlos Garrocho. Tras el paso del tiempo, varias de las piezas de ese disco esencial del rock argentino se convirtieron en números infaltables en los conciertos del cantautor. “Es un disco con grandes temas. Tuve mucha suerte en poder hacerlo”, concluye. A cincuenta años de su lanzamiento, esas canciones –errantes, proletarias y metafísicas- continúan siendo un certero retrato de las calles que las vieron nacer. (Fuente: Gabriel Cócaro, diario Página 12.)

### Viaje a España
La falta de trabajo y de continuidad en sus presentaciones; y, fundamentalmente, el malestar sociopolítico que se vivía en Argentina, motiva que en el año 1975, emigre a España casi al mismo tiempo que la banda Aquelarre. 
En el país europeo edita Fiebre de vivir (1977-78), álbum con el que obtiene gran éxito tanto a nivel de ventas como de crítica. Moris se consolida, así, como un referente de la escena de su país de acogida. Ajeno a las tendencias dominantes en España en aquel momento (como eran el rock urbano o el rock andaluz, herederos musicales del rock sinfónico y el hard-rock), Moris, a diferencia de sus compatriotas Aquelarre, conecta con un movimiento alternativo que estaba gestándose en aquellos días, emparentado con el rock primigenio de los Estados Unidos. Su aceptación fue tal, que terminó influyendo en numerosas bandas españolas que buscaban alumbrar la nueva escena rock del país y, sobre todo, al igual que había sucedido en Buenos Aires a finales de la década de 1960, lo que pronto se conocería en España como La Movida (en esta ocasión con bandas ibéricas y músicos españoles y argentinos como Gabinete Caligari, Mermelada, Tequila, Mecano, Olé-Olé, La Unión, Radio Futura o solistas como Miguel Ríos y Roque Narvaja, entre otros).
De hecho, Moris se transformó en una figura de culto en España, citado por sucesivas generaciones de aficionados al rock español.
En abril de 1980 retorna brevemente a Argentina para presentar su disco y realiza tres recitales en el estadio Obras. De regreso a España graba Mundo Moderno, un disco influenciado por la new wave y los nuevos sonidos que emergían en España y en el resto del continente y que se alejaba visiblemente de su estilo de roquero clásico.
El 21 de marzo de 1981 Moris se presenta nuevamente en el estadio Obras de Buenos Aires y durante dicha actuación se realiza la grabación de un disco en vivo llamado Los Obras de Moris.
Nuevamente en España graba ¿Donde están las canciones?; disco que también presentaría en Argentina. Tiempo después edita Señor Rock presente, que obtiene poca repercusión mediática (ya que en aquel momento, y tras La Movida y la new wave, comenzaban a irrumpir otras tendencias, más ochenteras, relacionadas con el nuevo pop de aquella década). Esto lo lleva a editar un último disco (doble en vivo) llamado Moris y Amigos y a tomar la decisión de regresar a Argentina.

### Retorno a la Argentina
En el año 1990 ya radicado en su país realiza algunas presentaciones en el teatro Coliseo y se dedica a componer nuevo material. Su siguiente disco llegaría de la mano del conocido productor Jorge Álvarez, quien produce Sur y Después en 1995. 
Sur y después, fue el tercer disco de Moris editado en la Argentina, en más de treinta años de actividad. En un hecho atípico para el rock, el álbum fue presentado en el Teatro Nacional Cervantes junto a la Orquesta Nacional de Música Argentina.
En 1997, dentro de la colección de rock nacional de la revista Noticias, se publica 10 grandes éxitos, que contiene 10 clásicos regrabados de Moris; destacando Rebelde, grabado por primera vez como solista. Y un año más tarde se lanzó esta edición como disco independiente de la revista.
En 2001 se edita en España el recopilatorio El latido de la ciudad, que recoge 15 canciones de los 4 discos de estudio de su época española (Fiebre de vivir, Mundo moderno, 13 mujeres y Sr. Rock, ¡presente!). 
A fines de 2005, edita Cintas Secretas un disco que recoge versiones en vivo de clásicos como Zapatos de gamuza azul y Sábado a la noche entre otros, con el agregado de tres temas grabados en abril de 1973 durante un programa radial de Litto Nebbia, donde Moris canta: Muchacho del taller y la oficina, Te tocarán el timbre y El mendigo del Dock Sud.
El 24 de julio del año  2011 y ante una audiencia que llenó el Teatro Auditorium de Mar del Plata, Moris junto a Antonio Birabent, su hijo, actor y cantante, estrenaron su espectáculo basado en el disco que grabaron juntos: Familia Canción, un álbum con diez canciones nuevas, compuestas y musicalizadas por ambos. Este es un trabajo creativo donde Moris y Antonio combinan constantemente sus respectivos estilos como músicos y letristas.

### Familia canción (2011)
En el año 2011 Moris edita Familia Canción con su hijo Antonio Birabent. El disco contiene diez canciones y fue producido artísticamente por Víctor Volpi y el propio Antonio Birabent.
Dijo la revista Rolling Stone sobre el disco:

Un halo de gloria recorre "Familia canción", el primer disco de estudio de Moris en más de tres lustros y el primero en colaboración con su hijo, Antonio. El nacimiento de Oliverio (primogénito de Antonio y nieto de Moris) fue el disparador de estas diez nuevas canciones compuestas a cuatro manos que trazan un hipotético mapa entre el Obelisco y Graceland. Padre e hijo ya le han escrito a Buenos Aires, pero Familia canción funciona como un tratado rockero sobre la porteñidad, con una fuerte impronta tanguera y una precisa austeridad instrumental. Son viñetas de una sencillez luminosa, un colchón perfecto para la interpretación croonera de Moris, dandy de los barrios pobres, trovador de voz profunda y melancólica, mirada costumbrista, guitarra al hombro y silbidos de ocasión. Antonio, por su parte, aporta su sensibilidad en un registro vocal un poco más alto y melodías épicas que en algunos casos, como "Civilización" -el primer tema del disco-, deberían transformarse en himnos del nuevo milenio. Entre una road-movie del litoral ("Brasilero y guaraní") y la épica de un poeta de calles de tierra ("El poeta de Varela"), resalta la belleza del gesto: un encuentro emotivo y musical entre el padre y el hijo.
Revista Rolling Stone (2011)

A su vez, en enero de 2017, Moris había previamente publicado un disco conmemorando los 50 años de su primer single, Rebelde (1966): Ayer, Hoy y Siempre. En este álbum Moris repasa, y en algunos casos regraba, algunos de sus clásicos de Argentina y España, dado que no siempre fueron coincidentes sus éxitos en uno u otro país. Como es habitual en él, Moris hace gala de su faceta roquera sin olvidar sus aproximaciones hacia el tango y la canción en general. "Cada disco es un testamento", afirmó Moris a sus 74 años de edad. Por su parte, en 2020 Moris publica La Última Montaña, un álbum pleno en nostalgia, siempre dentro de su personal estilo de componer y cantar, que durante años le hizo célebre a uno y otro lado del Atlántico.

## Discografía

### Con Los Beatniks
- Rebelde / No finjas más (1966, sencillo)

### Solista

#### Treinta minutos de vida(1970)
1. El oso
2. Ayer nomás
3. Pato trabaja en una carnicería
4. De nada sirve
5. Esto va para atrás
6. En una tarde de sol
7. El piano de olivos
8. Escúchame entre el ruido

#### Ciudad de guitarras callejeras(1974)
1. Mi querido amigo Pipo
2. Rock de campana
3. Muchacho del taller y la oficina
4. El mendigo del Dock Sud
5. Tengo 40 millones
6. A veces estoy cansado
7. Cabalgando por el campo
8. Te tocarán el timbre
9. De aquí, ¿Adónde iré?

#### Fiebre de vivir(1978)
1. Sábado a la noche
2. Rock de Europa
3. Balanceo del rock
4. La ciudad no tiene fin
5. Hoy como ayer
6. Tarde en el metro
7. Zapatos de gamuza azul - (Carl Perkins)
8. ¿Qué dije? - (Ray Charles)
9. Rock del portal
10. Nocturno de Princesa
11. Para ti una mentira
12. Balada de Madrid

#### Mundo moderno(1980)
1. Introducción al show
2. Atrapado por el rock n' roll
3. Doña Atómica Nuclear
4. Don Dinero
5. Te espero en la discoteca
6. Un golpe de suerte
7. Rock del colegio
8. El labrador
9. Canción final

#### Las obras de Moris(1981, en vivo)
1. El mendigo de Dock Sud
2. Pato trabaja en una carnicería
3. La balsa
4. Rock de Europa
5. Un golpe de suerte
6. De nada sirve
7. Sábado a la noche
8. Atrapado por el rock n' roll
9. Zapatos de gamuza azul
10. Muchacho del taller y la oficina
11. El oso

#### ¿Dónde están las canciones?(1982)
Nota: En España se editó como 13 mujeres.
1. La balsa
2. 13 mujeres
3. Salta Juanito
4. Toma el jet a Barcelona
5. El oso (Nueva versión)
6. Fantoche
7. A nadie
8. Eh! Muchacho
9. Arturo Soria
10. Mar electrónico
11. Canción del progreso

#### Sr Rock, presente(1985)
1. El concierto de rock
2. Y el lunes triste en la ciudad
3. El último rock
4. Con los Megatones
5. Con el jazz del avestruz
6. Con las mujeres tormenta
7. Y con mis botas de cuero
8. Te digo basta
9. Recordando el rock
10. Es un chaval

#### Moris y amigos(1987, en vivo)
Nota: Editado sólo en España.
1. Muévete.
2. Para todos cantaré.
3. Uno (versión del tango de Discépolo).
4. Y el lunes tristes en la ciudad.
5. El rock del portal.
6. Un golpe de suerte.
7. Madrid esquina asesina.
8. La ciudad no tiene fin.
9. Zapatos de gamuza azul.
10. Para matar.
11. De 4 caminos a plaza Castilla.
12. El vagabundo (versión y la canción de "Los Gatos").
13. Sábado a la noche.
14. Atrapado por el rock n' roll.
15. Y con mis botas de cuero.
16. Nocturno de princesa.
17. El último rock.
18. El show se terminó.

#### Sur y después(1995)
1. Golpea, golpea.
2. Sur y después.
3. Che Buenos Aires.
4. La gaviota.
5. Princesa rubia sudamericana.
6. Las villas de emergencia.
7. Te mataron.
8. Tomo y obligo.
9. Fama y felicidad.
10. Olor a tango.

#### 10 grandes éxitos(1998)
(Nuevas versiones)
1. Muchacho del taller y la oficina
2. Mi querido amigo Pipo
3. El oso
4. Zapatos de gamuza azul
5. Sábado a la noche
6. Atrapado por el rock and roll
7. Pato trabaja en una carnicería
8. Rebelde
9. Esto va para atrás
10. Ayer nomás

#### Cintas secretas(2005)
1. El mendigo de Dock Sud
2. Esto va para atrás
3. Atrapado por el rock n' roll
4. Sábado a la noche
5. Cuarenta millones
6. Che Buenos Aires
7. Pato trabaja en una carnicería
8. Rebelde
9. Zapatos de gamuza azul
10. Muchacho del taller y la oficina
11. Te tocarán el timbre
12. El mendigo de Dock Sud (versión de 1973)
13. El último rock

### Con Antonio Birabent

#### Familia canción(2011)
1. Civilización
2. Thomas & Lacroze
3. Vedette Falopa
4. Brasilero y guarani
5. Buenos Aires sur
6. Parado en una esquina
7. Barrio pobre
8. Demorado en San Telmo
9. Fábricas nocturnas
10. El poeta de Varela

#### Ayer, hoy y siempre(2016)
1. El gusano
2. Golpea
3. Nada a nadie
4. Tomo y obligo
5. Presidente
6. Rubia sudamericana
7. Ayer nomás
8. 40.000.000
9. Rock para tu cuerpo
10. La trampa
11. Bam boom bay

#### La última montaña(2020)
1. Porque el sol
2. Ciudad extraña
3. No somos dueños de nadie
4. Nieva en Buenos Aires
5. Ya se fue la luz
6. Mil hombres y mil mujeres
7. El zorro
8. Donde irán a dormir
9. La última montaña